# Menenkovo, Pazardjik
Menenkovo (în bulgară Мененкьово) este un sat în comuna Belovo, regiunea Pazardjik,  Bulgaria. 

## Demografie
Componența etnică a satului Menenkovo
     Bulgari (86,63%)
     Romi (11,76%)
     Nicio identificare (1,06%)
     Altele (0,85%)
La recensământul din 2011, populația satului Menenkovo era de 935 locuitori. Din punct de vedere etnic, majoritatea locuitorilor (86,63%) erau bulgari, cu o minoritate de romi (11,76%). Pentru 1,06% din locuitori nu este cunoscută apartenența etnică.